# European Organization for Civil Aviation Equipment
Die European Organization for Civil Aviation Equipment (EUROCAE) befasst sich ausschließlich mit Standards der Luftfahrt, sowohl für Systeme als auch für Ausrüstungen in der Luft als auch am Boden. EUROCAE wurde 1963 in Luzern (Schweiz) durch einen Beschluss der Europäischen Zivilluftfahrtkonferenz, das sich auf elektronische Ausrüstungen für den Luftverkehr konzentriert, gegründet.
EUROCAE ist nun seit mehr als 50 Jahren als gemeinnützige Organisation tätig, deren Mitglieder sich aus Interessenvertretern der gesamten Luftfahrtbranche, die sich aus Regulierungsbehörden, Herstellern, Dienstleistungsanbietern, Nutzern (wie Fluggesellschaften und Flughäfen) und Universitäten, zusammensetzen. Die Mitgliedschaft ist nicht auf die europäische Region beschränkt.
Von Anfang an hat EUROCAE Dokumente entwickelt, die ausschließlich für die Luftfahrtbranche bestimmt sind. EUROCAE-Dokumente werden von der Internationalen Zivilluftfahrt-Organisation (ICAO) als Guidance Material (Leitfaden) und von der Europäischen Agentur für Flugsicherheit (EASA) als Means of Compliance für Dokumente der Europäische Technische Standardzulassung (ETSOs) und anderer Regulierungsdokumente herangezogen.
Um die angestrebte globale Harmonisierung der Luftfahrtnormen zu erreichen, arbeitet EUROCAE eng mit RTCA, Inc. und SAE International zusammen. Etwa 50 % der EUROCAE-Arbeitsgruppen (WG) arbeiten mit RTCA und weitere 10 % mit SAE zusammen. Die gemeinsame Entwicklung von Standards und die anschließende Referenz auf durch EASA und FAA als Acceptable Means of Compliance ermöglicht eine weltweit harmonisierte Umsetzung spezifischer Anwendungen oder Systeme auf der Grundlage des Stands der Technik. Dazu gehören Flugzeuge, aber auch Satelliten.
Die EUROCAE-Dokumente werden auch im Zusammenhang mit den geltenden ICAO-Normen erstellt und sind mit den bestehenden ARINC-Spezifikationen kohärent, um die globale Interoperabilität zu gewährleisten.
EUROCAE-Dokumente (ED) werden von den Arbeitsgruppen (WG) entwickelt, die sich aus freiwilligen Experten der Mitgliedsorganisationen von EUROCAE und – im Falle gemeinsamer Aktivitäten – von RTCA und SAE zusammensetzen. Vor der Veröffentlichung durchlaufen die ED einen strengen internen und externen Prüfungsprozess (Open Consultation), um die hohe Qualität der genehmigten Standards zu gewährleisten. Seit seiner Gründung hat EUROCAE mehr als 250 EDs veröffentlicht.
EUROCAE wird vom Council geleitet, der sich aus führenden Mitarbeitern der Vollmitglieder zusammensetzt, die von der jährlichen Generalversammlung gewählt werden. Ein Technischer Beratender Ausschuss (TAC), der aus technischen Experten in verschiedenen Luftfahrtbereichen besteht, berät den Council bei technischen Entscheidungen. Die tägliche Arbeit der Organisation wird vom EUROCAE-Sekretariat durchgeführt, ein Sammelbegriff für den Generalsekretär, die Programmmanager und das Verwaltungspersonal.
Die EUROCAE-Büros haben ihren Sitz in Saint-Denis, Frankreich (Großraum Paris).

## Weblink
- Offizielle Website